# IC 4651
IC 4651 —розсіяне скупчення типу II3m () у сузір'ї Жертовник. Воно знаходиться на відстані близько 3000 світлових років від Сонячної системи та має діаметр від 8 до 9 світлових років. Вік скупчення трохи більше ніж 1 мільярд років.
Об'єкт був відкритий Джеймсом Данлопом 28 липня 1826 року.
Він міститься в оригінальній редакції індексного каталогу.